# Farther Along (album, The Byrds)
Farther Along je jedenácté studiové album americké rockové skupiny The Byrds, vydané v listopadu 1971 u vydavatelství Columbia Records. Nahráno bylo nejprve v červenci 1971 ve studiu CBS Studios v Londýně a následně v srpnu toho roku v Columbia Studios v Hollywoodu. Skupina si tentokrát na nahrávání nepřizvala žádného producenta a album si produkovala sama.

## Seznam skladeb
| Pořadí | Název                            | Autor                                                                  | Délka |
| ------ | -------------------------------- | ---------------------------------------------------------------------- | ----- |
| 1.     | Tiffany Queen                    | Roger McGuinn                                                          | 2:40  |
| 2.     | Get Down Your Line               | Gene Parsons                                                           | 3:26  |
| 3.     | Farther Along                    | tradicionál                                                            | 2:57  |
| 4.     | B.B. Class Road                  | Gene Parsons, Stuart Dawson                                            | 2:16  |
| 5.     | Bugler                           | Larry Murray                                                           | 3:06  |
| 6.     | America's Great National Pastime | Skip Battin, Kim Fowley                                                | 2:57  |
| 7.     | Antique Sandy                    | Roger McGuinn, Skip Battin, Gene Parsons, Clarence White, Jimmi Seiter | 2:13  |
| 8.     | Precious Kate                    | Skip Battin, Kim Fowley                                                | 2:59  |
| 9.     | So Fine                          | Johnny Otis                                                            | 2:36  |
| 10.    | Lazy Waters                      | Bob Rafkin                                                             | 3:32  |
| 11.    | Bristol Steam Convention Blues   | Gene Parsons, Clarence White                                           | 2:39  |

## Obsazení
- Roger McGuinn – kytara, zpěv
- Clarence White – kytara, mandolína, zpěv
- Skip Battin – baskytara, klavír, zpěv
- Gene Parsons – bicí, kytara, harmonika, pedálová steel kytara, banjo, zpěv